# Gennem lydmuren
Gennem lydmuren er en dansk kortfilm fra 1993, der er instrueret af Jens Loftager.

## Handling
På sin fridag forstyrres Mette af besynderlige lyde på den anden side af væggen. Hvad gemmer der sig bag muren? Og hvordan finder man overhovedet frem til det ukendte?

## Medvirkende
- Mette Agnete Horn
- Niels Anders Thorn
- Hella Joof